# Marie Bartette
Marie Bartette (Albi, 10 september 1893 – Saint-Séverin, 27 november 1961) was een Frans verzetsstrijder tijdens de Tweede Wereldoorlog.

## Biografie
Bartette stond aan de wieg van de eerste groep van de Organisation Civile et Militaire (OCM) en was betrokken bij het verzetsnetwerk Jove. Zij werd op 30 juni 1944 gearresteerd en in het Château du Hâ in Bordeaux gevangengezet. Later werd zij naar Bouscat overgebracht, het hoofdkwartier van de Gestapo. Vandaar werd zij naar concentratiekamp Dachau en vervolgens naar Ravensbrück gedeporteerd. Aan het eind van de oorlog werkte zij in het Agfacommando, een buitencommando van Dachau. Daar werd zij op 30 april 1945 bevrijd door de Amerikanen. Eind mei 1945 keerde zij terug naar Arcachon. 
In 1945-1946 publiceerde Bartette een verslag van haar gevangenschap in het Journal d’Arcachon.

## Trivia
In Arcachon is het Collège Marie Bartette naar haar genoemd.
- Base Léonore: 19800035/383/51448